# 小さなペンギンロロの冒険
『小さなペンギンロロの冒険』（ロシア語: Приключения пингвинёнка Лоло）は、昭和62年（1987年）の長編アニメーション作品。制作はライフワークとソユーズムリトフィルムが行った。

## キャスト
- ロロ - 杉山佳寿子
- ペペ - 室井深雪
- マク - 丸山裕子
- ヒゴー - 柴田秀勝
- ヒゲ先生 - 池田勝
- トトー - キートン山田
- ラーラ - 坪井章子
- ポポー - 佐藤正治
- ミーミ - 松島みのり
- ニーニ - 川島千代子
- ドン - 山田栄子
- ジャック - 矢田稔
- 船長 - 石丸博也
- 船員 - 龍田直樹
- 船員 - 沢木郁也
- ジジ - 斉藤友子
- ギギ - 荘真由美
- ナレーション - 加藤登紀子

## スタッフ
- 製作 - ㈲ライフワーク、㈱アイストコーポレーション（日本）、ソユーズムリトフィルム、ソワインフィルム（ソ連）
- 脚本 - 多地映一、ヴィクトル・メレジコ
- 監督 - 吉田健次郎、ゲンナージー・ソコリスキー
- 美術監督 - 森田浩光、阿部行夫、タチアナ・ソコリスカヤ
- 音楽 - 丸山雅仁
- 音楽録音 - ウェルマン（東京）
- 撮影 - アレクサンドル・チェホフスキー
- 撮影顧問 - 三澤勝治
- 音響 - 松浦典良、ウラジーミル・クツゾフ
- 原画 - アレクサンドル・ドロゴフ、ウラジーミル・ザハロフ、ガリーナ・ジェブロヴァ、ヴィオレタ・コレスニコヴァ、ジミトリー・クリコフ、エリヴィラ・マスロヴァ、マリーナ・ロゴヴァ、アレクサンドル・マルケロフ、ヴァレリー・ウガロフ
- 美術 - Т.マカロヴァ、И.スヴェトリツァ、А.チストヴァ、Н.ミトロヒナ、М.イグナチェンコ、Г.トラヴィン
- 助監督 - Р.マカロヴァ、И.リトフスカヤ、Г.アンドレイェヴァ
- 編集 - Н.スチェパンツェヴァ、Т.パポロヴァ
- 音楽編集 - Н.サヴィチェヴァ
- 製作 - 西口武郎、小森徹